# Hannah-Arendt-Preis
Mit dem Hannah-Arendt-Preis für politisches Denken werden seit 1995 Personen geehrt, die in der Tradition der deutsch-amerikanischen Jüdin Hannah Arendt in besonderer Weise zu öffentlichem politischen Denken und Handeln beitragen.
Über die jährliche Vergabe des Preises entscheidet eine unabhängige internationale Jury, die vom Hannah-Arendt-Verein für politisches Denken e. V. eingesetzt wird. Das Preisgeld in Höhe von derzeit 10.000 Euro wird von der Heinrich-Böll-Stiftung und dem Senat der Freien Hansestadt Bremen gestiftet. Der rechtliche und politische Träger des Preises ist der Hannah-Arendt-Verein für politisches Denken, der auch Konferenzen ausrichtet und Publikationen herausgibt.

## Ziel
Der Hannah-Arendt-Preis wurde 1994 mit der Absicht gestiftet, die öffentliche Diskussion über strittige politische Fragen zu stimulieren – ganz im Sinne von Arendts Diktum: „Der Sinn von Politik ist Freiheit.“ Eine besondere Rolle spielt dabei Arendts theoretisches wie praktisches Engagement gegen Totalitarismus jeder Art. 
Die Stifter wollen mit dem Preis nicht allein akademische Leistungen, sondern auch ein Wirken in der Öffentlichkeit auszeichnen. Zum Selbstverständnis heißt es: „Geehrt werden Personen, die das Wagnis Öffentlichkeit angenommen haben und das Neuartige in einer scheinbar sich linear fortschreibenden Welt denkend und handelnd erkennen und mitteilen.“

## Kritik
Im Jahr 2007 äußerte das Präsidium der Jüdischen Gemeinde im Lande Bremen Irritation über die Verleihung des Preises an Tony Judt, dem sie antizionistische Propaganda vorwarf, welche die Jury in ihrer Begründung nicht problematisiere. Zudem bemängelte die Gemeinde, dass die Preisverleihung an einem Freitagabend und die anschließende Diskussionsveranstaltung an einem Samstagmorgen stattfänden. Dadurch würden Juden, die den Schabbat begehen wollten, von einer Teilnahme ausgeschlossen.
Als 2023 der Preis an die Buchautorin und Journalistin Masha Gessen verliehen werden sollte, erklärte der Bremer Senat, dass er die Obere Rathaushalle für eine rein feierliche Preisverleihung nicht zur Verfügung stelle. Gessen hatte in einem Essay im  New Yorker wenige Tage vor der geplanten Preisverleihung, zwei Monate nach Beginn des Krieges in Israel und Gaza die Situation  im Gazastreifen mit den osteuropäischen jüdischen Ghettos verglichen. Die Jury erklärte dazu, Gessen habe den Preis für ihre Analyse des Putinschen Russland erhalten. Ihr politisches Denken zu Gaza seien nicht preiswürdig. 
Der Vorstand des Vereins schwieg zu der Kontroverse. In der Dankesrede bei der späteren Preisverleihung in kleinem Kreis rechtfertigte Gessen ihren Vergleich und erklärte, sie wolle die Öffentlichkeit aufrütteln und hoffe, dass es nicht zu einer Liquidierung der Gaza-Bevölkerung komme.
Nach einer kritischen Debatte im Hannah-Arendt-Verein trat der Vorstand des Vereins zurück, mehrere Vorstandsmitglieder um Antonia Grunenberg traten aus dem Verein aus. Ein neuer Vorstand wurde gewählt. Die Preisverleihung soll zukünftig nicht mehr am Freitagabend stattfinden, um jüdischen Interessenten die Teilnahme zu ermöglichen.

## Preisträger
- 1995 Agnes Heller, ungarische Philosophin
- 1996 François Furet, französischer Historiker
- 1997 Freimut Duve, deutscher Publizist, Herausgeber und Politiker und Joachim Gauck, deutscher Bürgerrechtler
- 1998 Antje Vollmer, deutsche Publizistin und Politikerin und Claude Lefort, französischer Philosoph
- 1999 Massimo Cacciari, italienischer Philosoph und Politiker
- 2000 Jelena Bonner, russische Bürgerrechtlerin
- 2001 Ernst Vollrath, deutscher politischer Philosoph und Daniel Cohn-Bendit, deutsch-französischer Politiker
- 2002 Gianni Vattimo, italienischer Philosoph und Politiker
- 2003 Michael Ignatieff, kanadischer Journalist, Wissenschaftler, Essayist und politischer Denker
- 2004 Ernst-Wolfgang Böckenförde, deutscher Rechtsphilosoph und Bundesverfassungsrichter a. D.
- 2005 Vaira Vike-Freiberga, Präsidentin der Republik Lettland
- 2006 Julia Kristeva, französische Psychoanalytikerin, Philosophin und Schriftstellerin
- 2007 Tony Judt, britischer Historiker
- 2008 Victor Zaslavsky, russischer Soziologe und Schriftsteller
- 2009 Kurt Flasch, deutscher Philosophiehistoriker
- 2010 François Jullien, französischer Philosoph und Sinologe
- 2011 Navid Kermani, deutsch-persischer Orientalist
- 2012 Yfaat Weiss, israelische Historikerin[7]
- 2013 Timothy Snyder, US-amerikanischer Historiker
- 2014 Marija Aljochina und Nadeschda Tolokonnikowa, Mitglieder von Pussy Riot, sowie Jurij Andruchowytsch, ukrainischer Schriftsteller[8]
- 2016 Christian Teichmann, deutscher Osteuropahistoriker[9]
- 2017 Étienne Balibar, französischer Philosoph
- 2018 Ann Pettifor, südafrikanisch-britische Ökonomin[10]
- 2019 Jerome Kohn, Freund und Mitarbeiter Arendts, und Roger Berkowitz, Politikwissenschaftler und Direktor des Hannah Arendt Center[11]
- 2020 nicht vergeben
- 2021 Jill Lepore, US-amerikanische Historikerin
- 2022 Serhij Schadan, ukrainischer Schriftsteller, Dichter und Musiker (Buchveröffentlichungen unter der englischen Schreibweise Serhiy Zhadan)
- 2023 Masha Gessen, russisch-amerikanischer Nationalität, journalistisch und schriftstellerisch tätig.

## Organe des Vereins

### Vorstand
Mitglieder des Vorstandes:
- Diana Häs
- Bastian Hermisson
- Anke Kujawski (stellv. Vorsitzende)
- Waltraud Meints-Stender (Vorsitzende)

### Jury
Mitglieder der Jury:
- Filipp Dzyadko, russischer Autor, Unterstützer von Memorial (lebt in Berlin im Exil)
- Alexander Estis (Schriftsteller, Übersetzer und Journalist, Schweiz)
- Waltraud Meints-Stender (Professorin für Politik und Bildung, Hochschule Niederrhein)
- Ronya Othmann, Schriftstellerin und Journalistin (Leipzig)
- Cristina Sanchez (Professorin für Recht an der Autonomen Universität Madrid, UAM Madrid)
- Facundo Vega, Philosoph, Universidad Adolfo Ibáñez in Santiago (Chile), ICI Berlin
- Klaus Wolschner, Journalist, Medienwissenschaftler (Wien, Bremen)

ehemalige Mitglieder:
- Monika Tokarzewska (bis 2024, Toruń, Polen)
- Grit Straßenberger (bis 2024, Berlin/Bonn)
- Michael Daxner (bis 2024, Potsdam)
- Claudia Hilb (bis 2024, Buenos Aires)
- Antonia Grunenberg (bis 2024, Oldenburg/Berlin)
- Thomas Alkemeyer (bis 2022, Berlin/Oldenburg)
- Christian Volk (bis 2022, Berlin)
- Catherine Colliot-Thélène (bis 2022, Rennes, Frankreich)